# Acropyga berwicki
Acropyga berwicki é uma espécie de formiga do gênero Acropyga, pertencente à subfamília Formicinae.